# درایلبن
درایلبن (به آلمانی: Dreileben) یک منطقهٔ مسکونی در آلمان است که در وانزلبن-وورده واقع شده‌است. درایلبن ۵۹۷ نفر جمعیت دارد.